# Cladonia pityrophylla
Cladonia pityrophylla är en lavart som beskrevs av Nyl. Cladonia pityrophylla ingår i släktet Cladonia och familjen Cladoniaceae.   Inga underarter finns listade i Catalogue of Life.